# 114-й батальйон шуцманшафту
114-й батальйон шуцманшафта (нім. 114 Batalion Schutzmannschaft / SchutzmannschaftsBtl 114/Ukrainian Schuma) — колабораціоністський шуцманшафт -підрозділ німецької допоміжної охоронної поліції (нім. Schutzpolizei), сформоване у липні 1942 року в Києві.
Батальйон формувався з поліцаїв місцевої поліції, добровольців-військовополонених та мобілізованої на роботи молоді. Військовополонених набирали у таборах Києва, а також у таборі Вустрау  .
Обмундирування спочатку литовське, з початку 1943 особовий склад був переобмундирований в польову форму охоронної поліції темно-зеленого кольору. Знаків різниці шуцмани не носили. Спочатку на лівий рукав одягали білу пов'язку з порядковим номером. Практично з моменту формування підрозділ став використовуватись як штрафний батальйон, до складу якого переводили за дрібні порушення шуцманів індивідуальної служби.
Станом на 30 квітня 1943 року чисельність батальйону становила 235 осіб. Озброєння — гвинтівки та шість ручних кулеметів.
У жовтні 1943 року перед вступом до Києва радянської армії був останнім із поліцейських частин виведений у німецький тил. При цьому його чисельність збільшили до 400 осіб шляхом поповнення шуцманами з міської поліції.
Батальйон був оточений і розбитий неподалік Кам'янця-Подільського 24 березня 1944 року. 